# Palmyra, Illinois
Palmyra är en ort i Macoupin County i delstaten Illinois, USA.